# Anders Fridén
Pär Anders Fridén (Göteborg, 25 marzo 1973) è un cantante, musicista e compositore svedese.
È il cantante degli In Flames, band melodic death metal svedese, di cui compone i testi delle canzoni e anche molte parti musicali, insieme a Björn Gelotte e Jesper Strömblad. È la voce dei Passenger, band svedese nu-metal, e in passato ha cantato anche per Dark Tranquillity e Ceremonial Oath.
È, oltre che cantante, produttore e collaboratore musicale: lavora infatti con band come gli Opeth, i Dimension Zero ed i Caliban, di cui è produttore.
Ha fondato una linea di abbigliamento chiamata Clayman Limited, con l'artista Mark Kowalchuk, ed è socio di un birrificio a nord Stoccolma, chiamato Frequency Beer Works.

## Carriera

### Gli inizi
Comincia la sua carriera come cantante dei Dark Tranquillity, con i quali registra nel 1993 l'album Skydancer. Tra il 1993 e il 1995 in contemporanea è  anche cantante dei Ceremonial Oath, band non molto conosciuta, nella quale milita Jesper Strömblad. Dopo il primo album con i Dark Tranquillity, Anders decide di lasciare il gruppo per unirsi agli In Flames, e in contemporanea Mikael Stanne, a quel tempo cantante degli In Flames e membro dei Dark Tranquillity come secondo chitarrista, decide di lasciarli e prendere il posto di cantante nei Dark Tranquillity.

### GliIn Flames

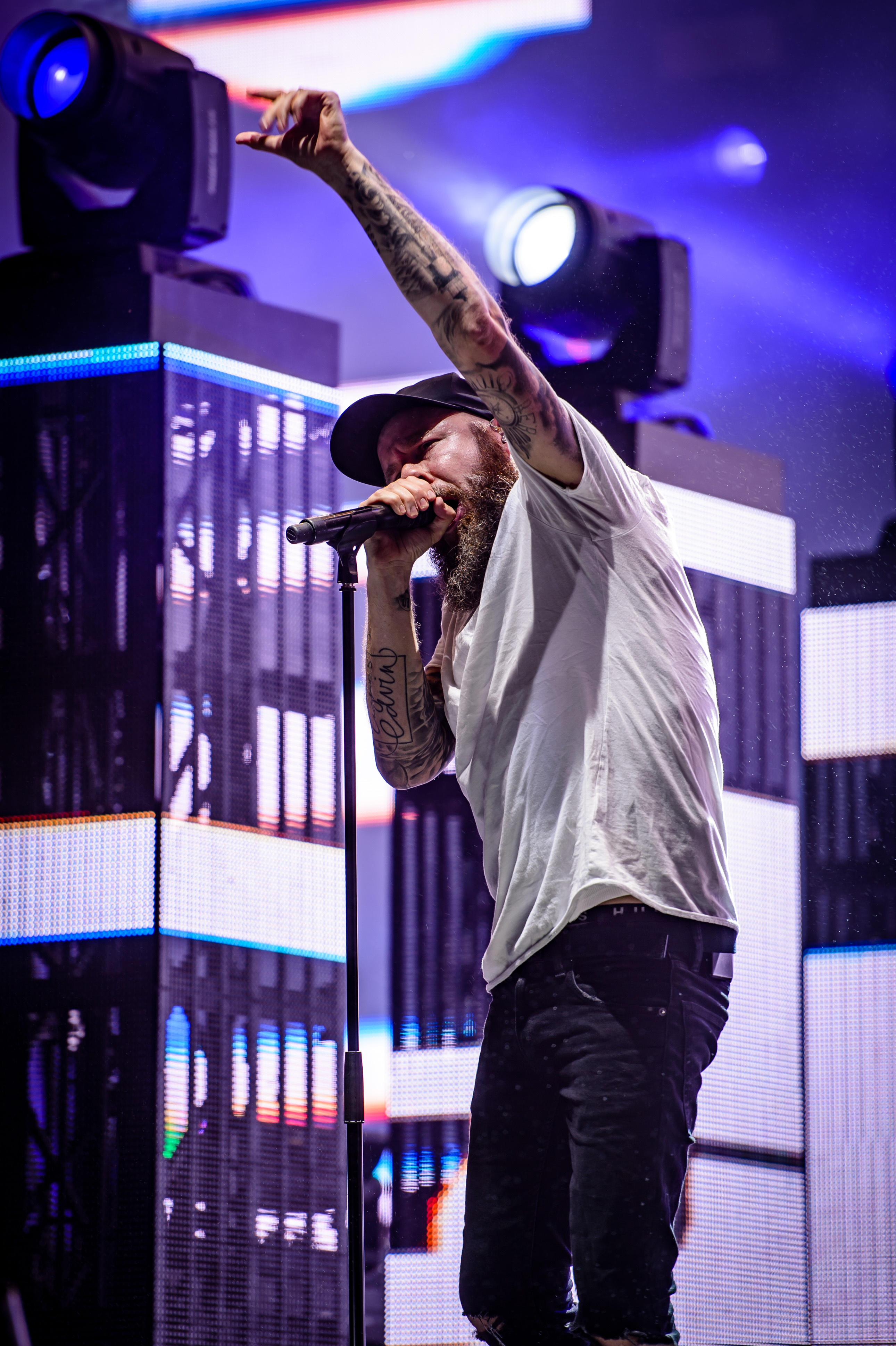
Anders Fridén al Wacken Open Air 2018

La carriera con la band appena formata dall'amico Jesper Strömblad inizia nel 1995, anno in cui esce l'album The Jester Race. Whoracle viene invece pubblicato nel 1997. Anders non scrive i testi dell'album (come farà invece per gli album successivi); i testi di Whoracle sono infatti scritti dal chitarrista dei Dark Tranquillity Niklas Sundin, seguendo però le originali idee di Fridén. Per l'album del 1999, Colony, Sundin assiste alla traduzione dei testi delle canzoni, dallo svedese all'inglese, che vengono scritti per la prima volta dal cantante degli In Flames. I testi di Fridén sono pieni di argomenti astratti quali la fantasia e l'astrologia, ma parlano anche di temi più concreti quali la depressione e lotte "interne" (fra bene e male). 
Dopo la pubblicazione di Clayman, con i testi dell'album scritti sempre da Fridén, nel 2002 viene pubblicato Reroute to Remain, in cui si ha un radicale cambiamento nella voce ma anche d'aspetto del cantante svedese: comincia a portare i dreadlocks e si lascia crescere la barba. La sua voce diventa invece più pulita, meno aggressiva e dura rispetto al passato; il suo growl si miscela con lo scream e viene inoltre introdotta molto più spesso nelle canzoni degli In Flames la seconda voce, la voce clean, eseguita da lui stesso. Il cantante prende così uno stile personale continuato nei successivi tre album, Soundtrack to Your Escape (2004), Come Clarity (2006) e A Sense of Purpose (2008). Con l'uscita dell'album Sounds of a Playground Fading (2011), Fridén abbandona totalmente il cantato in scream e growl, per cimentarsi in un canto unicamente pulito e melodico, a tratti sporcato dal suo particolare timbro vocale. Inoltre cambia il suo aspetto tagliando i dreadlocks e portando una barba più lunga di prima.

### IPassenger
Non molto nota al grande pubblico è la sua seconda band, i Passenger, di cui lui è chiaramente il cantante. La band nasce con l'idea di proporre un nu metal con influenze melodic death metal, genere a cui appartengono gli stessi In Flames, i Dark Tranquillity, i Soilwork ed altre band. Questo progetto è nato nel 1995. Anders non ha comunque mai dedicato moltissimo impegno a questa band, tenendola sempre in secondo piano rispetto agli In Flames. Nonostante i Passenger abbiano pubblicato un album nel 2003 con l'omonimo nome, Fridén ammette di avere troppo poco tempo per questo progetto.

## Discografia
Con In Flames
- 1995 - The Jester Race
- 1997 - Whoracle
- 1999 - Colony
- 2000 - Clayman
- 2002 - Reroute to Remain
- 2004 - Soundtrack to Your Escape
- 2006 - Come Clarity
- 2008 - A Sense of Purpose
- 2011 - Sounds of a Playground Fading
- 2014 - Sirens Charms
- 2016 - Battles
- 2019 - I, the Mask
- 2023 - Foregone

Con Passenger
- 2003 - Passenger

Con Dark Tranquillity
- 1992 - A Moonclad Reflection EP
- 1993 - Skydancer

Con Ceremonial Oath
- 1993 - The Book of Truth
- 1995 - Carpet